# Kołobrzeg Stadion
Kołobrzeg Stadion – przystanek kolejowy w Kołobrzegu, w województwie zachodniopomorskim, w Polsce. Zlokalizowany w miejscu zbiegu ulic Solnej, Bałtyckiej i Jedności Narodowej.

## Ruch pasażerski
| Rok  | Wymiana pasażerska na dobę |
| ---- | -------------------------- |
| 2017 | 20-49                      |
| 2022 | 50-99                      |

## Historia
W okresie przed II wojną światową w miejscu dzisiejszego przystanku istniała mijanka oraz peron dla podróżnych, a także dworzec kolei wąskotorowej Kolberg Siederland wraz z lokomotywownią.
W latach 60. XX wieku kolej wąskotorową zlikwidowano, a na terenie dworca Kostrzewno utworzono bazę przeładunkową Kombinatu Budowlanego w Kołobrzegu, znajdowały się tam 2 suwnice bramowe, które obsługiwały trzy bocznice kolejowe dla pociągów dostarczających m.in. kruszywo do wytwórni prefabrykatów (nazywanej przez mieszkańców Kołobrzegu „fabryką domów”) znajdującej się w miejscowości Bezpraw pod Zieleniewem. W latach 90. XX wieku zlikwidowano suwnice bramowe, a także dwie bocznice kolejowe, zaś trzeci tor był wykorzystywany pod kolejowe wczasy wagonowe. Od lata 2005 roku w wyniku likwidacji zwrotnicy kolejowej wagony były odcięte od linii kolejowej. We wrześniu 2010 roku bocznica wraz z taborem została zezłomowana (jeden wagon na szprychowych kołach z okresu I wojny światowej został przejęty przez Muzeum Oręża Polskiego w Kołobrzegu). W pobliżu dworca Kostrzewno pomiędzy ulicą Bałtycką a mostem na Kanale Drzewnym odchodziła bocznica do portu wojennego Kołobrzeg i spółdzielni rybackiej „Barka” – tor będący własnością Agencji Mienia Wojskowego został zlikwidowany we wrześniu 2007 roku ze związku z remontem nawierzchni ulicy Bałtyckiej. W śladzie po bocznicy do portu wojennego powstała ścieżka rowerowa, będąca częścią ścieżki Velo Baltica.
W 2013 roku z racji modernizacji mostu na Parsęcie położonym na linii kolejowej Szczecin – Kołobrzeg wybudowano peron i reaktywowano przystanek Kołobrzeg Kostrzewno, na którym bieg kończyły pociągi ze Szczecina. Po zakończeniu modernizacji peron przystanku pozostał nieczynny dla ruchu. W następnym roku podjęto decyzję o reaktywacji przystanku w ruchu pasażerskim z powodu dużej popularności. Zarządca infrastruktury podjął prace przy dostosowaniu peronu do wymagań technicznych i budowy oświetlenia. Przystanek pod nazwą Kołobrzeg Stadion ponownie został uruchomiony 15 czerwca 2014 roku.

## Obecnie

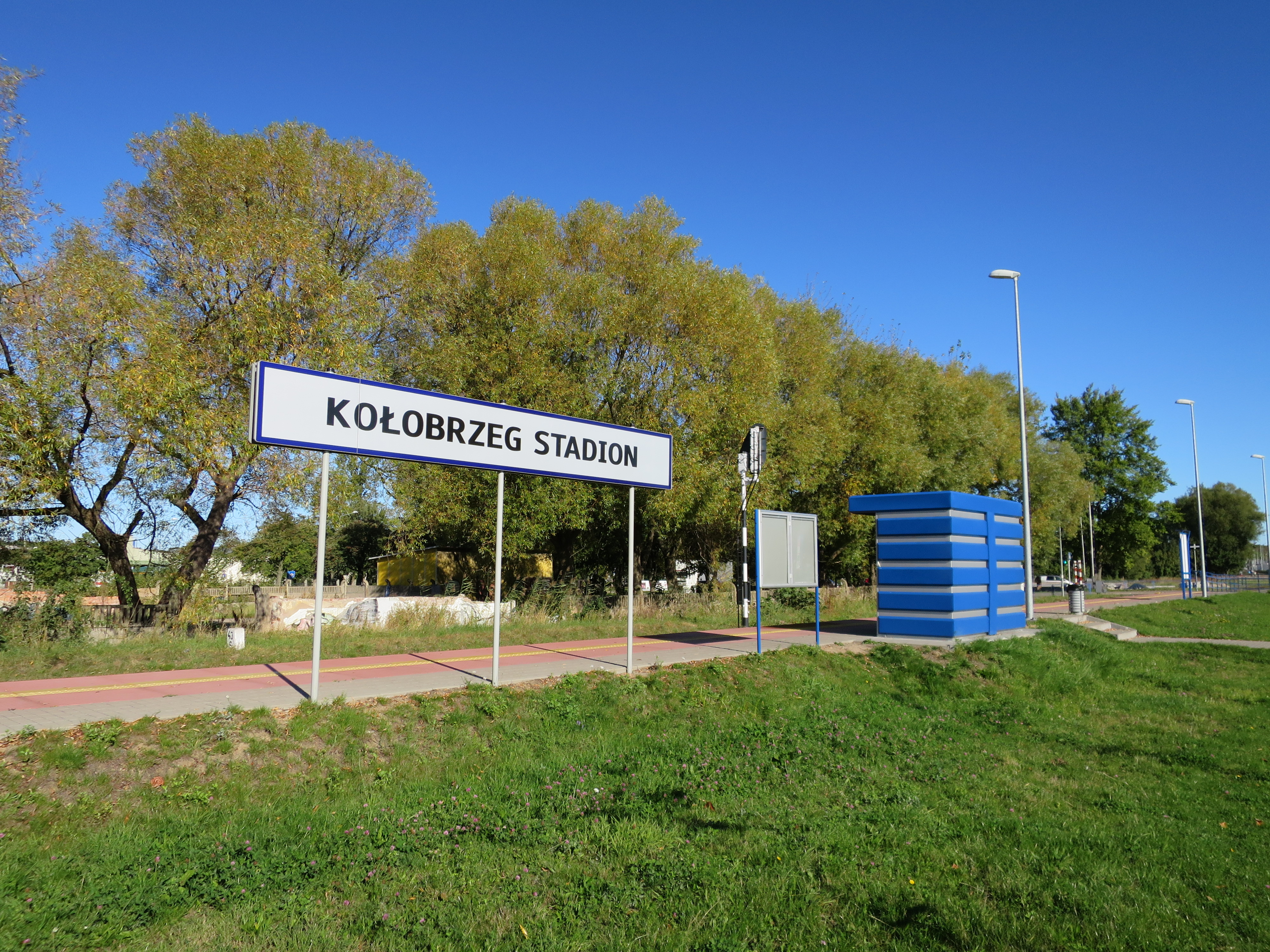
Tablica z obecną nazwą

Do dziś istnieje grupa bocznic dworca Kostrzewno, odchodząca od głównej linii po zachodniej stronie ulicy Jedności Narodowej; jeden z torów przecina ulicę Sienkiewicza i prowadzi do dawnej bazy paliwowej CPN (obecnie PKN Orlen) przy ul. Rolnej – był używany w latach 2005–2007 przez pociągi dostarczające głazy i kruszec z Kotliny Kłodzkiej do przebudowy falochronu kołobrzeskiego portu. Od tego toru odchodzi też obecnie nieużywana bocznica do punktu skupu złomu, a także tor do dawnej rozlewni wody mineralnej „Perła Bałtyku” (przy czym tor wyciągowy dojazdu do rozlewni zajęty jest przez wagony wczasowe dla pracowników i emerytów PKP).